# 藤崎町立常盤小学校
藤崎町立常盤小学校（ふじさきちょうりつ ときわしょうがっこう）は、青森県南津軽郡藤崎町の旧常盤村域にある公立小学校。

## 概要
藤崎町常盤地区にある小学校で、旧常盤村域を学区としている。主な進学先は、明徳中学校である。
スクールバンド活動を行っており、マーチングバンドの全国大会では金賞を8回受賞している。

## 沿革
- 1972年（昭和47年）4月1日 - 「常盤村立常盤小学校」として、若松小学校・福島小学校・育英小学校・福舘小学校の4校を統合して開校[3]。ただし、校舎は従前の4校を使用（名目上の統合）。
- 1973年（昭和48年）3月5日 - 校歌と校章を制定。
- 1974年（昭和49年）
  - 3月24日 - 校旗を制定。
  - 4月1日から4月2日 - 統合前4校（旧若松・旧福島・旧育英・旧福舘の各小学校）の物品搬入作業実施。これをもって、名実共に完全統合。ただし、体育館はこの時点では未完成。
  - 4月6日 - 完全統合された新校舎にて、最初の入学式を挙行。
  - 10月 - 体育館を落成。
  - 11月23日 - 体育館にて、落成記念式典を『常盤村・富木舘村合併20周年記念式』と合わせて開催。
- 1975年（昭和50年）8月 - プールを落成。
- 2005年（平成17年）3月28日 - 常盤村と藤崎町の合併により、「藤崎町立常盤小学校」に改称[3]。
- 2013年（平成25年）3月 - 校舎改築工事を実施[4][5]。
- 2022年（令和4年）10月1日 - 創立50周年記念式典を挙行[3]。

## アクセス
- JR東日本奥羽本線北常盤駅（西口）から、自由通路「アルポ」経由で、徒歩約460m・約7分。
- 弘南バス弘前 - 浪岡線「福左内入口」停留所下車後、
  - 弘前バスターミナル行のりばから、徒歩約645m・約10分。
  - 浪岡行のりばから、徒歩約765m・約11分。
- 藤崎町中心部から車で、国道7号経由で、約5.1km・約10分。

## 周辺
- 藤崎町農業者トレーニングセンター - 敷地が隣接。
- 常盤ふるさと資料館あすか - 藤崎町道をはさんで、敷地が隣接。
- 藤崎町生涯学習文化会館 - 藤崎町道をはさんで、敷地が隣接。
  - 藤崎町常盤公民館
- 社会福祉法人つくし会みずき保育園 - 進学前保育園のひとつ。
- 青森クボタ常盤営業所
- グループホームメープルの里ときわ
- 藤崎町役場常盤出張所（旧:常盤村役場）
- 青森県道285号浪岡藤崎線